# Петрушино (Октябрьский район)
Петрушино — деревня в Октябрьском районе Костромской области России. Входит в состав Луптюгского сельского поселения.

## География
Деревня находится в северо-восточной части Костромской области, в пределах южного склона холмистой возвышенности Северные Увалы, в подзоне южной тайги, к северу от автодороги  34Н-13, на расстоянии приблизительно 17 километров (по прямой) к юго-востоку от села Боговарова, административного центра района.

### Климат
Климат характеризуется как умеренно континентальный, с продолжительной холодной зимой и относительно жарким летом. Среднегодовая температура воздуха — 1,8 °C. Средняя температура воздуха самого холодного месяца (января) — −11,8 °C (абсолютный минимум — −39 °C); самого тёплого месяца (июля) — 17,4 °C (абсолютный максимум — 36 °С). Годовое количество атмосферных осадков — 624 мм, из которых 462 мм выпадает в период с апреля по октябрь. Снежный покров устанавливается в середине ноября и держится в течение 167—175 дней.

### Часовой пояс
Деревня Петрушино, как и вся Костромская область, находится в часовой зоне МСК (московское время). Смещение применяемого времени относительно UTC составляет +3:00.

## Население
| 2008 | 2010 | 2014 |
| ---- | ---- | ---- |
| 19   | ↘18  | ↘14  |

### Национальный состав
Согласно результатам переписи 2002 года, в национальной структуре населения русские составляли 100 % из 23 чел.